# Liste von Persönlichkeiten der Stadt Eckernförde
Die folgende Übersicht enthält Personen, die in Eckernförde geboren sind, und Personen, die in Eckernförde gewirkt haben, aber andernorts geboren sind.

## Ehrenbürger
- Jürgen Anbuhl (1940–2022), langjähriger Bürgervorsteher der Stadt, ehemaliges Mitglied des Bundestages für den Wahlkreis Eckernförde, ehemaliger Schulleiter
- Wilhelm Lehmann (1882–1968), Lehrer und Schriftsteller
- Kurt Schulz (1922–2017), ehemaliger Bürgermeister der Stadt Eckernförde, langjähriges Mitglied des Landtages für den Wahlkreis Eckernförde und ehemaliger Landesbeauftragter für das Grenzland, Minderheiten und die niederdeutsche Sprache

## Söhne und Töchter der Stadt
In alphabetischer Reihenfolge
- Felix Albrecht (* 1981), evangelischer Theologe
- Hans Friedrich Baasch (1784–1853), Maler
- Richard Bielenberg (1871–1929), Architekt
- Christian Bock (* 1965), Journalist
- Walter von Bülow-Bothkamp (1894–1918), Jagdflieger im Ersten Weltkrieg, Träger des Pour le Mérite
- Harald Burmeister (* 1966), Schauspieler und Musiker
- Holger Ceglars (* 1958), Fotograf und Fotokünstler
- Fritz Georg Martin Clausen (1848–1940), deutsch-amerikanischer Architekt[1]
- Detlef Cölln (1876–1961), Schulleiter und Schulbuchautor
- Ciriacus Dirkes (vor 1586–1605), Bildschnitzer
- Julia von Ditfurth (* 1985), Kunsthistorikerin und Hochschullehrerin
- Hans Dreyer (1572–1653), Bildschnitzer
- Ritha Elmholt (* 1947), Malerin und Autorin
- Jürgen Elvert (* 1955), Historiker
- Eskil Lille (Eskil der Kleine) (um 1300), Schiffseigner; sein 1302 vor Lübeck aufgefundenes Schiff war Anlass einer Korrespondenz, aus der hervorgeht, dass Eckernförde zweifelsfrei Stadt war
- Arissa Ferkic (* 1984), Schauspielerin
- Lone Fischer (* 1988), Handballnationalspielerin
- Tony Franck, geb. Thiedemann (1827–1875), Pianistin
- Sebastian Fuchs (* 1986), Volleyball- und Beachvolleyballspieler
- Godescalcus de Ekerenvorde und Nikolaus de Ekerenvorde (um 1200), Ritter, Ersterwähnung Eckernfördes 1197 im Zusammenhang mit den beiden Rittern
- Heiko Gauert (* 1949), Autor und Pädagoge, sein Hauptbetätigungsfeld ist die plattdeutsche Sprache
- Georg Daniel Gerlach (1797–1865), dänischer General
- Hans-Hennig von Grünberg (* 1965), Physiker, Hochschullehrer und -manager
- Hans Gudewerdt I. oder Hans Gudewerth der Ältere (1570–1642), Bildschnitzer
- Hans Gudewerdt II. oder Hans Gudewerth der Jüngere (1599/1600–1671), Bildschnitzer
- Hans Gudewerdt III. oder Hans Gudewerth der Jüngste (1639/1640 – nach 1709), Bildschnitzer
- Daniel Günther (* 1973), Politiker, Ministerpräsident von Schleswig-Holstein
- Ruth Halbsguth (1916–2003), Schwimmerin, Silbermedaille bei den Olympischen Spielen 1936
- Dirk Uwe Hansen (* 1963), Lyriker, Übersetzer und Altphilologe
- Ingeborg Hansen (1934–2016), Malerin und Kunsterzieherin in Wedel
- Markus Hansen (* 1992), Handballspieler
- Willi Harwerth (1894–1982), Grafiker und Illustrator
- Hans Heinrich Hass (auch: Hans-Heinrich Haß; 1922–2009), deutscher U-Boot-Kommandant
- Stefan Heine (* 1969), Rätselmacher – Autor und Herausgeber von Rätselbüchern und -zeitschriften
- Katharina Hinrichsen (* 1988), Volleyball- und Beachvolleyballspielerin
- Karin Holm-Müller (* 1957), Volkswirtin und Hochschullehrerin
- Gustav-Adolf Janssen (1915–1978), Kapitän zur See
- Peter Willers Jessen (1870–1949), Lehrer, Heimatforscher, Politiker
- Peter Jochimsen (* 1950), u. a. Autor und Fachhochschulrektor
- Thomas Jonigk (* 1966), Autor, Librettist und Dramaturg
- Dietrich Jöns (1924–2011), Germanist
- Nikolaus Jürgensen (1906–1971), Politiker
- Rune Jürgensen (* 1984), Schauspieler
- Horst-Dieter Kolletschke (* 1952), deutscher Marineoffizier, zuletzt Konteradmiral der Bundesmarine
- Anja Klafki (* 1967), Grafikerin
- Lisa Kögeböhn (* 1984), Literaturübersetzerin
- Hinnerk Köhn (* 1993), Slam-Poet
- Werner Kolditz (1925–2004), Fußballspieler und -trainer
- Horst-Dieter Kolletschke (* 1952), Admiral der Bundeswehr
- Klaus-Michael Köpcke (* 1952), Germanist und Hochschullehrer
- Carl Friedrich Kroymann (1781–1849), Porträtmaler, Lithograf und Zeichenlehrer
- Wilhelm Kruckau (1867–1941), Architekt
- Christian Lange (1845–1914), Ingenieur und Numismatiker
- Hartmut Laumann (1949–2001), Prähistoriker
- Wilhelm von Linde (1848–1922), preußischer General
- Lorenz Luden (1592–1654), Professor der Rechte, Geschichte, Rhetorik, Poesie
- Hartwig Mauritz (* 1964), Autor
- Alfred Menzel (1883–1959), Pädagoge, Autor und Gegner des NS-Regimes
- Peter Negelsen (auch: Peter Neelsen; vor 1627 – nach 1657), Bildhauer
- Katrin Nottrodt (* 1969), Bühnenbildnerin
- Christian Otte (1674–1747), Großkaufmann, Reeder, Stifter
- Friedrich Wilhelm Otte (1715–1766), Großkaufmann, Unternehmer, Bürgermeister
- Friedrich Wilhelm Otte der Jüngere (1763–1850), Etatsrat, Oberlandinspektor, Schriftsteller
- Friedrich Rathgen (1862–1942), Chemiker
- Maria Reese (* 1942), Malerin und Grafikerin
- Ingvild Richardsen (* 1963), Literatur- und Kulturwissenschaftlerin
- Sönke Rix (* 1975), Politiker, Mitglied des 16. Deutschen Bundestages für den Wahlkreis Eckernförde
- Thilo Rohlfs (* 1979), Jurist, politischer Beamter und Politiker (FDP)
- Mats Rosenbaum (* 2000), Politiker (SSW)
- Karl Friedrich Samwer (1819–1882), Staatsrechtsprofessor und Gothaer Staatsminister
- Hansjörg Schneider (* 1960), Grafiker und Designer
- Michael Schulte (* 1990), Sänger und Songwriter
- Nele Schulze (* 2004), Schwimmerin
- Arne Sicker (* 1997), Fußballspieler
- Horst Slevogt (1922–2011), U-Boot-Kommandant, Professor für Bankbetriebslehre, Banken-Manager und -Aufsichtsratsvorsitzender sowie Autor
- Paul Sperling (1560–1633), Pädagoge
- Grietje Staffelt (* 1975), Politikerin (Bündnis 90/Die Grünen), ehemaliges Mitglied des Deutschen Bundestages
- Lorenz von Stein (1815–1890), Staatsrechtslehrer und Nationalökonom
- Astrid Stricker (* 1964), Zeichnerin und Bildhauerin
- Lasse Stolley (* 2006), Softwareentwickler
- Wilhelm Toosbüy (1831–1898), Bürgermeister und Oberbürgermeister der Stadt Flensburg
- Carl Trost (1811–1884), Maler und Zeichner
- Wilhelm Valentiner (1845–1931), Astronom
- Wieland Wagner (* 1959), Journalist und Korrespondent
- Jette Waldinger-Thiering (* 1964), Politikerin (SSW), Mitglied des Landtags von Schleswig-Holstein
- Susanna Wigger (* 1988), Volleyball- und Beachvolleyballspielerin
- Jann Markus Witt (* 1967), Historiker und Autor
- Melchior Witte (1591–1658), Pastor, Eckernförder Bürgermeister
- Janne-Lotta Woch (* 1996), Handballspielerin
- Lucas Wolf (* 2001), Fußballspieler
- Rüdiger Wolff (1953–2023), deutscher Sänger, Schauspieler und Moderator
- Finnia Wunram (* 1995), deutsche Schwimmerin
- Half Zantop (1938–2001), Geologe und Hochschullehrer
- Johann Christian von Zerssen (1813–1865), Unternehmer

## Persönlichkeiten, die vor Ort gewirkt haben
- Hans Ambs (1898–1962), Politiker (KPD), Gewerkschafter
- Jürgen Anbuhl (1940–2022), Politiker, Mitglied des Bundestages für den Wahlkreis Eckernförde, langjähriger Bürgervorsteher und Schulleiter
- Ines Barber (* 1957);  Journalistin, Radiomoderatorin und niederdeutsche Autorin
- Johann Joseph Beckh (1635–1692), Schäferdichter und Dramatiker der Barockzeit, Stadtschreiber
- Otto Bernhardt (1942–2021), Mitglied des Deutschen Bundestages für den Wahlkreis Eckernförde
- Udo Bielenberg (* 1938), Bauingenieur und niederdeutscher Autor
- Carl Bössenroth (1863–1935), Maler
- Monika Breustedt (* 1945), Malerin, Zeichnerin, Fotografin und Objektkünstlerin, 2003–2015 Wohnsitz in Eckernförde
- Klaus Buß (* 1942), Politiker, langjähriger Bürgermeister und ehemaliger Landesminister
- Iver Callø (1888–1972), Politiker und Kaufmann
- August Peter Lorenzen Claussen (1841–1912), Lehrer am Lehrerseminar Eckernförde, Sachbuchautor
- Barthold Conrath (1657–1719), Maler
- Gerald Eckert (* 1960), Komponist, Musiker, Künstler
- H(e)inrich Claus (von) Fick (1678–1750), Verwaltungsreformer in Russland und Eckernförder Bürgermeister
- Ewerdt Friis (1619–1672), Bildschnitzer
- Karl-Heinz Groth (1940–2025), Pädagoge und Schriftsteller, Schulleiter a. D.
- Gustaf Gründgens (1899–1963), Schauspieler, Regisseur und Intendant; Debüt als Regisseur 1923 am Kurtheater Eckernförde (Spielstätte: Theater Stadt Hamburg)
- Bernd Hadewig (* 1946), Politiker und Waldorfpädagoge
- Uwe Hand (1952–2024), Maler und freier Künstler, wuchs in Eckernförde-Borby auf
- Curt Höppner (1887–1966), deutscher Bauingenieur, Architekt und Direktor der Baugewerkschule Eckernförde
- Jürgen Jürgensen (1883–1950) Stadtverordneter und Politiker
- Eduard Julius Jungmann (1815–1862), deutscher Hauptmann im Schleswig-Holsteinischen Krieg
- Hans-Christian Knuth (1940–2023), Bischof, zuvor Propst des Kirchenkreises Eckernförde
- Eugen Lechner (1903–1971), Politiker
- Helmut Lemke (1907–1990), Bürgermeister zur Zeit des Nationalsozialismus
- Detlev von Liliencron (1844–1909), Dichter, wohnte und wirkte in Borby.[2]
- Ulrike Mehl (* 1956), Politikerin, ehemaliges Mitglied des Bundestages für den Wahlkreis Eckernförde
- Roger Moore (1927–2017), britischer Schauspieler; als Mitglied des Ensembles „Combined Services Entertainment Unit“ spielte er nach dem Zweiten Weltkrieg am damaligen „Gaiety Theatre ‚Stadt Hamburg‘“ in Eckernförde
- Lianne Paulina-Mürl (1944–1992), Politikerin, langjähriges Mitglied des Landtages für den Wahlkreis Eckernförde, ehemalige Landtagspräsidentin
- Ludwig Theodor Preußer (1822–1849), verteidigte Eckernförde im Krieg gegen die Dänen
- Kurt Prokscha (1919–1998), Dirigent
- Klaus Witzig (* 1949), Politiker, Mitglied der Eckernförder Ratsversammlung von 1978 bis 2008, Ehrenringträger der Stadt Eckernförde
- Ulrike Rodust (* 1949), Politikerin, Mitglied des Landtages für den Wahlkreis Eckernförde
- Wilhelm Sievers (1896–1966), Bürgermeister
- Heide Simonis (1943–2023), Politikerin, Landesministerin und langjährige Ministerpräsidentin von Schleswig-Holstein, Mitglied des Bundestages für den Wahlkreis Eckernförde
- Jens Skwirblies (* 1965), Musiker
- Wilhelm Spethmann (1861–1926), Reichstagsabgeordneter, Verleger und Druckereibesitzer
- Gerhard Stoltenberg (1928–2001), Politiker, langjähriges Mitglied des Bundestages für den Wahlkreis Eckernförde und Bundesminister für wissenschaftliche Forschung z. Z. seines Wohnsitzes in Eckernförde
- Johann Jakob Thiedemann (1794–1844), Pädagoge
- Marianne Tralau (1935–2022), Künstlerin und Galeristin
- Germano Wanderley (1845–1904), Architekt, lehrte an der Baugewerkschule Eckernförde
- Norbert Weber, Künstler, Galerist und Kurator

## Sonstige Personen mit Bezug zu Eckernförde
- Wilhelm Dreesen (1840–1926), Fotograf
- Jens Höner (* 1966), Rekordtaucher
- Hinnerk Köhn (* 1993), Moderator, Slam-Poet und Autor
- Alfred Kranzfelder (1908–1944), Korvettenkapitän und Widerstandskämpfer, nach ihm wurde der „Kranzfelder-Hafen“ benannt
- Rüdiger Nehberg (1935–2020), Abenteurer, Aktivist für Menschenrechte
- Charlotte Niese (1854–1935), Schriftstellerin und Lehrerin
- Wolfgang E. Nolting (* 1948), Vizeadmiral und Inspekteur der Bundesmarine
- Martin Pörksen (1903–2002), Theologe und Politiker
- Graf von Saint Germain (1696–1784), Alchemist, Okkultist, Violinist und Komponist
- Lieselotte Voellner-Gallus (1919–2003), Ärztin und Bildhauerin